# Silvia Rullán
Silvia Rullán es una actriz, bailarina y exvedette argentina.

## Carrera
Rullán fue una escultural media vedette que se destacó notablemente en las tablas en el género revisteril  durante las décadas de 1970 y 1980. Perteneció a la camada de grandes vedettes de la talla de Moria Casán, Ethel Rojo, Norma Pons, Mimí Pons, Carmen Barbieri y Susana Giménez. Secundó a grandes capocómicos del momento como Juan Verdaguer, Tato Bores, José Marrone, Rolo Puente, Norman Erlich Jorge Porcel, Tristán, Alberto Olmedo, Jorge Luz, Javier Portales, Mario Sapag, entre muchos otros.
Se inició junto a su hermano en el circo, pero rápidamente pasaron a integrar compañías cómicas en teatros como El Maipo, El Nacional. Tabarís, Astros y Astral.
En cine trabajó en dos películas argentinas: Expertos en pinchazos (1979) protagonizada por la dúpla cómica Alberto Olmedo-Jorge Porcel, Las muñecas que hacen ¡pum! (1979) junto a Julio De Grazia, Javier Portales, Rolo Puente y César Bertrand.
Su hermano fue el primer bailarín y vestuarista Oscar Rullán y su padrino artístico el comediante José Marrone.

## Filmografía
- 1979: Expertos en pinchazos.
- 1979: Las muñecas que hacen ¡pum!.

## Teatro
- 1982: Sexcitante con Susana Giménez, Juan Carlos Calabró y Osvaldo Pacheco.
- 1981: Verdisssima 81 con Alfredo Barbieri, Carmen Barbieri, Jorge Corona, Jorge Luz, Oscar Valicelli, Lía Crucet, Silvia Peyrou y Juan Carlos Galván.
- 1980: La Revista - Teatro Astros junto a Juan Carlos Calabró, Ethel Rojo, Jorge Porcel, Tristan, Osvaldo Pacheco, Graciela Butaro, Isabel Coel, César Bertrand, Délfor Medina, Cacho Bustamante, Pepe Armil, Loanna Müller, Pina Pinal, Gabriela Muñoz y Adriana Aguirre.
- 1978: La revista de champagne, con Javier Portales, Norma Pons, Julio de Grazia, Juan Carlos Dual, Mónica Brando, Carmen Barbieri, Alberto Irízar, Oscar Valicelli, Alfredo Giménez, Graciela Amor, Naanim Timoyko, Leyka France, Paola Morin y Alexandra Bell - Dirección: Gerardo Sofovich - Teatro Maipo.
- 1978: Por siempre Maipo con Norma Pons, Javier Portales, Adolfo García Grau, Mario Sapag, Juan Verdaguer, Alberto Irízar, Rolo Puente, Selva Mayo, Mónica Brando, Adriana Quevedo, Graciela Amor, Alfredo Giménez, Loanna Müller, Naanim Timoyko, Los Rullam y Alicia Muñiz - Dirección: Gerardo Sofovich - Teatro Maipo.
- 1978: Maipo 78 en el teatro Maipo con Tato Bores, Juan Verdaguer, José Marrone, Adolfo García Grau, Naanim Timoyko, Mario Sapag, Alberto Irizar, Rolo Puente, Selva Mayo, Mónica Brando, Adriana Quevedo, Alfredo Jiménez, Ricardo Rivas, Graciela Amor, Loanna Muller, Mimí Pons y Alicia Muñiz.[2]